# Bavian-Relief
Koordinaten: 36° 45′ 41″ N, 43° 25′ 12″ O

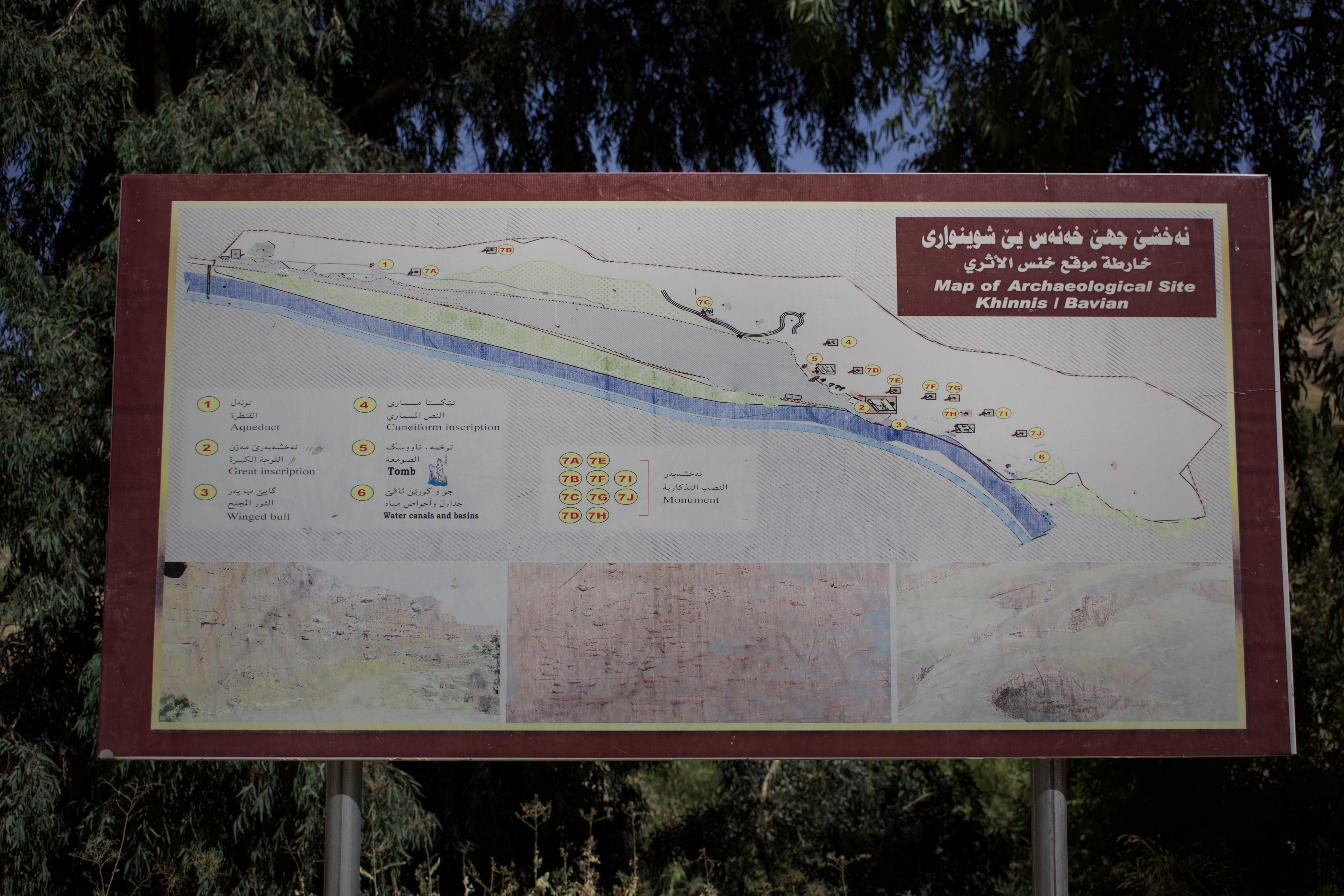
Übersichtsplan über den Komplex am Fluss Gomel

Das Bavian-Relief arabisch بافيان, DMG Bāfiyān) oder auch Chinnis (arabisch خنس Ḫinnis) ist ein assyrisches Wasserbauwerk im nordirakischem Gouvernement Duhok der Region Kurdistan. Es besteht aus einem Damm, einem Kanal und mehreren bemerkenswerten Felsreliefs mit Inschriften, die um 690 v. Chr. zur Zeit König Sanheribs (* etwa 745 – 680 v. Chr.) als Teil eines riesigen Bewässerungssystems erbaut wurden sind. Der archäologische Komplex ist ein wichtiger Zeuge des beeindruckenden Bauprojekts König Sanheribs.

## Name
Die Bezeichnung Bavian-Relief ist zwar wissenschaftlich etabliert, wirft jedoch einige Probleme auf, da sie den eigentlichen Charakter der Anlage nicht präzise widerspiegelt. Eigentlich handelt es sich hier vorrangig um ein komplexes Wasserbauwerk mit Damm und Kanal, während die Reliefs nur ein begleitendes Dekorationselement darstellen. Dieser irreführende Name entstand durch den Forschungsfokus früher Archäologen wie Austen Henry Layard, die sich besonders für die monumentalen Felsbilder interessierten. Lokal ist die Stätte unter dem Namen Chinnis nach dem benachbarten Dorf bekannt, während Bavian auf ein eigentlich weiter entferntes Dorf verweist und sich in der Wissenschaft hartnäckig hält. Noch verwirrender ist, dass die assyrischen Inschriften selbst den Kanal als Nār-Sanherib bezeichnen, dieser historisch korrekte Name aber kaum verwendet wird. Diese uneinheitliche Benennung führt zu Verwirrung in Fachpublikationen, wo teils Bavian-Reliefs, teils Khinnis auftaucht. Eigentlich wären präzisere Bezeichnungen wie Wasserbauwerk von Chinnis oder Sanherib-Kanal bei Bavian sachlich angemessener, doch wissenschaftliche Traditionen ändern sich nur langsam, sodass der problematische Name Bavian-Reliefs vorerst weiter dominieren wird, obwohl er die wahre Bedeutung der Stätte als ingenieurtechnische Meisterleistung unterschlägt.

## Lage
Die Stätte befindet sich am rechten Ufer des Gomel Su, der aus dem Norden kommend durch die Berge des Zagros (Chiya-e Mala Kirza) eine Schlucht gefressen hat. Direkt in der Nachbarschaft befindet sich das namensgebende Dorf Chanis, größere Orte in der Nähe sind im Südwesten Ain Sifni (16 km) und Lalisch im Westen. Der Hauptort des Gouvernements Duhok liegt etwa eineinhalb Autostunden entfernt.
Das Gestein besteht hier aus Kalkstein der Fatha-Formation des mittleren Miozäns (etwa 13.8 bis 16 mya). Die Assyrer bauten diesen Kalkstein in zwei Steinbrüchen ab und errichteten mit dessen Material auch das Aquädukt bei Jerwan.

## Geschichte und Funktion

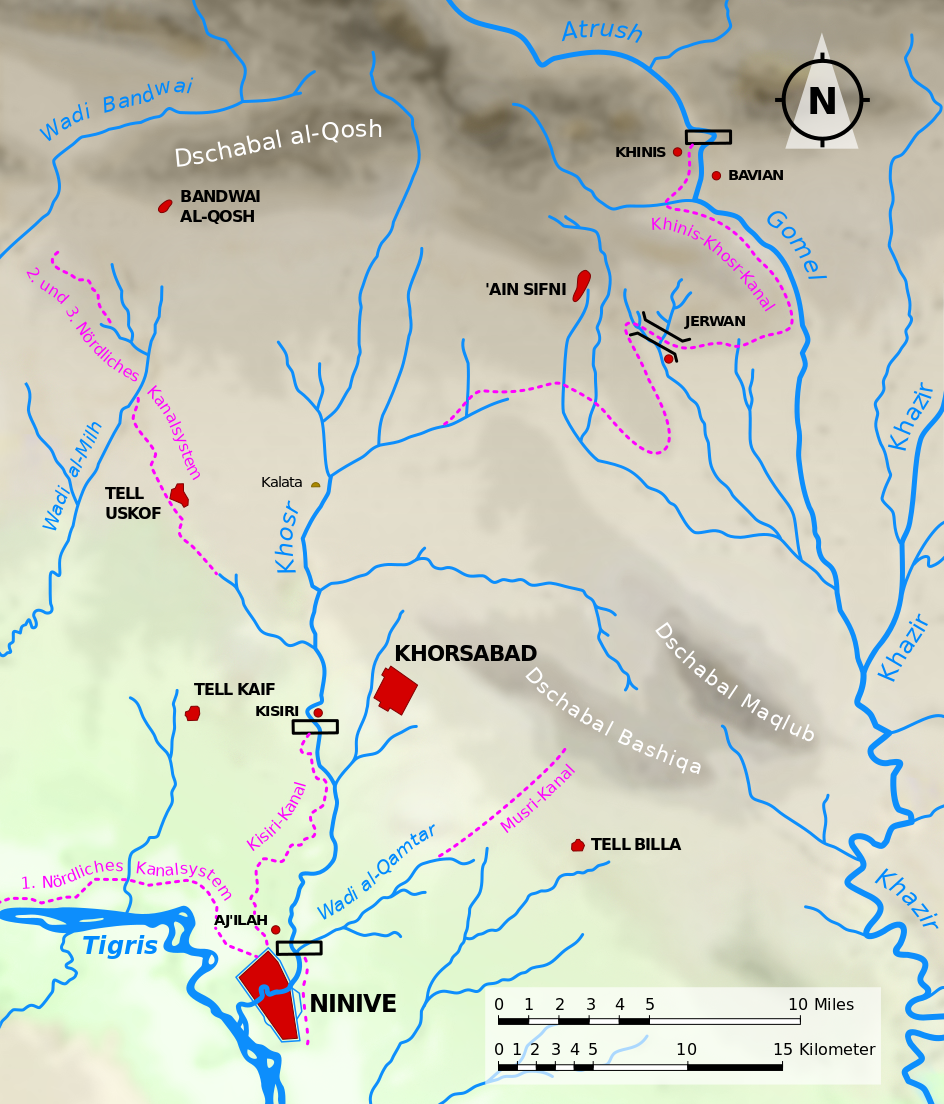
Chinnis im Kontext des Bewässerungssystems, welches schlussendlich genug Wasser in den Chosr einbrachte, um Ninive zu versorgen.

Bereits zwei Jahre nach seiner Thronbesteigung im Jahr 705 v. Chr. gab Sanherib ein System aus vier Etappen mit Kanälen, Tunneln und Aquädukten von ca. 150 km Länge in Auftrag, deren Ausführung fünfzehn Jahre dauerte. Das Projekt diente zur Versorgung der wachsenden Hauptstadt Ninive mit ihren üppigen Palastgärten, Plantagen und Feldern und ihres Hinterlandes mit dem Wasser aus den Gebirgen im Norden. Durch diese Maßnahmen wurde der Getreideanbau im Süden von Ninive erst möglich.
- Die erste Stufe des Bewässerungsprogramms war der Kisiri-Kanal, der etwa 16 km flussaufwärts von Ninive durch den Schallalat-Staudamm Wasser vom Fluss Chosr abgezweigt.
- Die zweite Stufe des Kanalsystems startete am Berg Musri, (heute Dschabal Ba'schiqah), wo Sanherib mehrere Karstquellen vergrößerte und das Wasser in den Chosr leitete.
- Die dritte Etappe ist aufgrund fehlender Belege nicht gut bekannt und wird als „Nördliches System“ bezeichnet. Nach Julian E. Reades Interpretation bestand dieses aus fünf unterschiedliche Kanälen: Ein riesiger Kanal transportierte Wasser vom Wadi Bandawai zu einem Nebenfluss des Wadi al-Milh. Vom Unterlauf des Wadi al-Milh aus kanalisierte ein zweiter Kanalabschnitt den Fluss zumindest bis zur assyrischen Stadt Tarbiṣu (Scharif Khan) und wahrscheinlich von dort nach Ninive. Andere Bestandteile des nördlichen Systems sind ein dritter Kanal in der Nähe der modernen Stadt Faideh und zwei weitere parallel verlaufende Kanäle in der Nähe von Maltai und ein großer Kanalabschnitt in der Nähe von Tesqopa. Letzterer transportierte das Wasser aus einem kanalisierten Wadi, das vom Bandawai-Kanal gespeist wurde, zu einem Nebenfluss des Chosr.
- Chinnis – damals als Nār-Sanherib bezeichnet – und das Jerwan-Aquädukt waren die vierte und letzte Stufe des Megaprojektes. Das Wasser des Flusses Gomel (im Oberlauf Atrusch genannt) wurde über einen 51 km langen Kanal, der in Chinnis am Ausgang des Flusses aus einer engen Bergschlucht begann, in einen Nebenfluss des Chosr umgeleitet.[3] Sanherib ließ an mehreren Bauwerken entlang der Routen und Kanäle Reliefs meißeln, die sein Werk preisen sollte: Beim Kisiri-Kanal (in der Nähe des Dorfes Qayin), beim Musri-Kanal (bei Baschiqa), beim Jerwan-Aquädukt und Maltai.

## Aufbau

### Wasserbauwerk
Das Herz der Anlage bildet das ausgeklügelte Wasserbauwerk. Der Komplex kombiniert einen bis zu 8 m hohen Damm aus behauenen Kalksteinquadern mit einem 51 km langen Kanal, der das Wasser des Gomel-Flusses durch die Schlucht von Chinnis umleitete. Besondere hydraulische Innovationen zeigen sich im Gefälle des Kanals: Durch präzise Vermessung (mit einfachen Wasserwaagen und Peilstäben) erreichten die Baumeister ein konstantes Gefälle von 0,1–0,3 % – ausreichend für einen gleichmäßigen Fluss ohne Erosion. An Engstellen wie der „Bāb Nahr“ („Kanal-Tor“) stabilisierten sie die Ufer mit tonnenschweren Basaltblöcken, die durch Eisenklammern verbunden waren. Querungen von Seitentälern lösten sie durch gemauerte Aquäduktkonstruktionen, wie vergleichende Funde in Jerwan belegen. Zur Regulierung des Wasserstands dienten seitliche Überlaufkanäle und Schleusen aus Kalkstein, deren Reste noch heute erkennbar sind.

### Reliefs, Stelen und andere Bestandteile
Insgesamt besteht die Anlage von links nach rechts aus dem Reiterrelief, dem großen Relief und dem Monolithen. Komplettiert wird die Anlage aus 12 kleine Reliefs/Panels/Nischen entlang des Flusses, wobei Nr. 12 erst 2012 durch Bonacossi entdeckt wurde. Die meisten Reliefs befinden sich rechts des großen Reliefs und sind auf unterschiedlicher Höhe. Auf mehrere Reliefs verteilt befindet sich eine Inschrift, die zusammen als Bavian-Inschrift bekannt sind. Zu erwähnen wäre noch ein Brunnen mit Löwendekorationen und ein Schriftfeld oberhalb des Beginns des Kanals in den Fels (Bāb Nahr).

#### Das große Relief

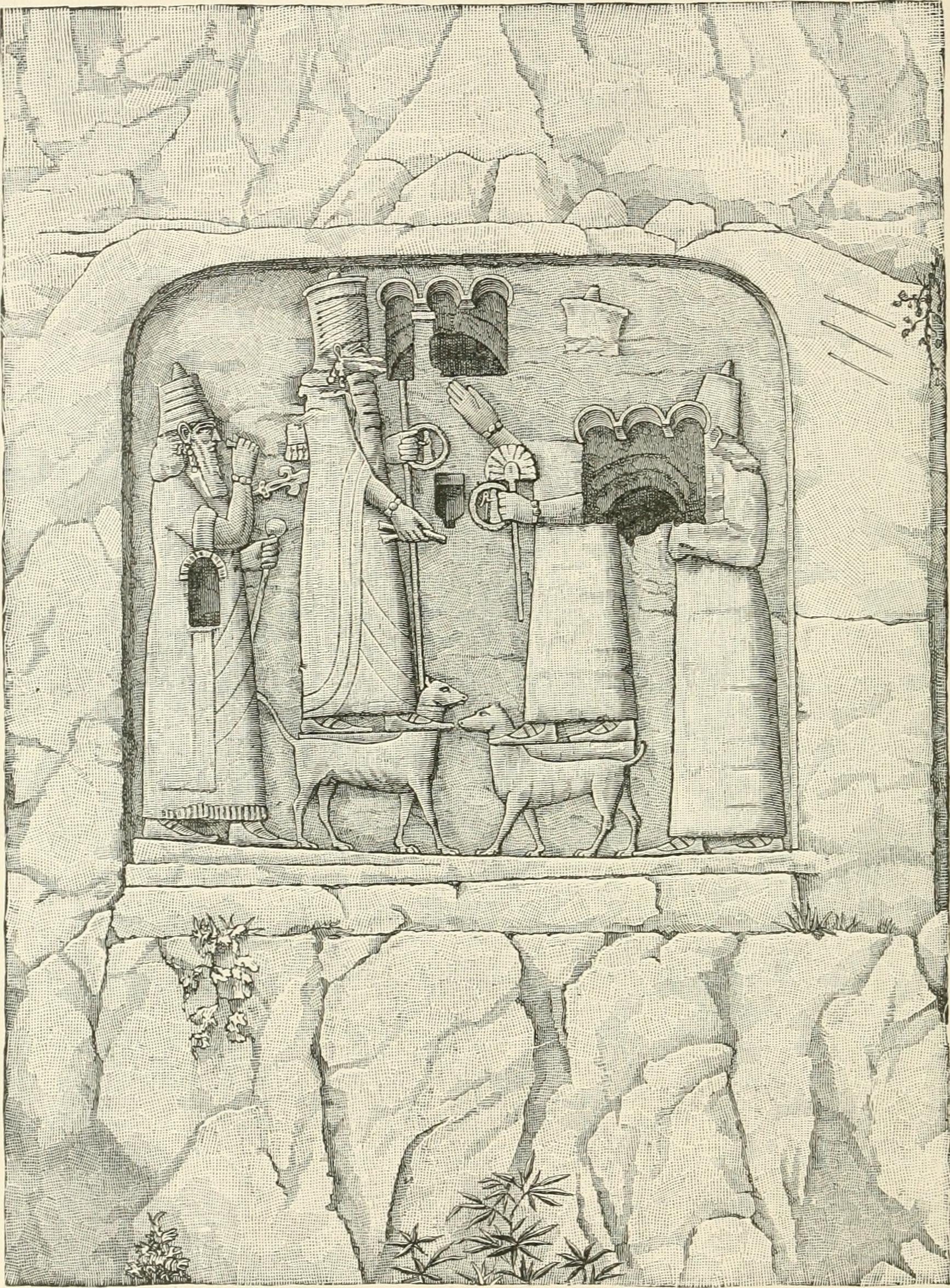
Zeichnung des Großen Reliefs nach Layard 1905. Zu sehen ist in der Mitte das Gottespaar Aššur und Mullissu, eingerahmt links und rechts von König Sanherib (J.H.Wrights 1905er Book of universal history)

Das große Relief ist 9 × 9 m groß und zeigt vier stehende Figuren, die alle etwa 6,5 m groß sind. Von links nach rechts sieht man Sanherib, den Gott Aššur, die Göttin Mullissu und dann wieder Sanherib. Der linke Sanherib hält sich als Zeichen der Götterverehrung die Hand in der Nähe seiner Nase, während er in der anderen Hand einen Hammer – ein herrschaftliches Symbol – trägt. Die Götter Aššur und Mullissu sehen sich an, wobei beide auf einem Mušḫuššu stehen und ihre göttlichen Attribute halten. Rechts am Rand ist wieder König Sanherib abgebildet. Das Relief ist durch vier Löcher für Gräber beschädigt worden (2. bis 4. Jahrhundert n. Chr.). Bachmann konnte oberhalb des Reliefs mehrere Postamente, die mit Löwenköpfen dekoriert waren, identifizieren, was darauf hindeutet, dass hier mehrere Statuen standen.

#### Das Reiterrelief
Das Reiterrelief liegt links vom großen Relief und ist 4,2 × 6,7 m groß. Dieses Relief ist insofern interessant, weil es im Original keinen Reiter darstellte, sondern mehrfach überarbeitet worden ist. Meißelarbeiten, zwei Grablöcher und die natürlicher Verwitterung haben dem Relief zugesetzt und in keinem guten Zustand gelassen. Fotos von Getrude Bell vom Anfang des 20. Jahrhunderts zeigen Figuren, die heute nicht mehr zu erkennen sind. Am rechten Rand sind Reste einer großen, nach links gerichteten Figur vorhanden, die analog zum großen Relief wahrscheinlich Sanherib darstellt. Ein Hinweis auf ihn ist die Quaste des Königskleides, die von hinten nach vorne schräg verläuft – ein Standardmerkmal königlicher Ritualkleidung. Überreste einer zweiten großen, nach rechts gerichteten Figur auf der linken Seite des Reliefs wurden als ein weiterer König mit den gleichen Abmessungen wie der auf der rechten Seite registriert. Andere historische Fotografien zeigen, dass in der oberen linken Ecke der Tafel zwei kleine Figuren mit erhobenem rechten Arm auf Tieren stehend dargestellt waren, die sich nach links bewegten; Fragmente einer dritten derartigen Figur sind ebenfalls erkennbar. Rechts von den verarbeitenden Figuren befand sich ein Tier mit gekräuseltem Horn und etwas weiter rechts möglicherweise der erhobene Arm einer anderen menschlichen Figur.
Der zentrale namensgebende Reiter selbst ist nicht assyrischer Natur, sondern eine viel spätere Arbeit – höchstwahrscheinlich griechisch und parthisch. Der Reiter wird in einer Dreiviertelansicht mit sichtbarer linker Schulter dargestellt. Um seinen Hals trägt er einen Torques. Die Falten der Kleidung verlaufen von beiden Schultern in Richtung Taille. Der rechte Arm des Reiters fehlt, aber er könnte gebogen gewesen sein, wie es in Layards Zeichnung zu sehen ist; in diesem Fall könnte er eine Lanze gehalten haben. Ein Teil dieser vermutlichen Lanze scheint in der ungefähr horizontalen Struktur am Halsansatz des Pferdes erhalten geblieben zu sein. Das rechte Bein des Reiters scheint durch eine Bruchlinie gekennzeichnet zu sein, die sich vollständig über die Schulter des Pferdes erstreckt. Auf der rechten Seite verlaufen zwei gerade, parallele Bänder schräg nach unten und rechts über den Körper des Pferdes. Dies können die Kanten eines Riemens sein, der an einer Satteldecke befestigt ist, oder ein verziertes Brustband. Ein Teil des Pferdeauges ist zu erkennen, während das Ende seiner Schnauze durch einen Fleck einfachen Hintergrunds direkt rechts davon begrenzt wird. Das erhobene linke Vorderbein des Pferdes tritt hinter der Brust hervor. Das rechte Vorderbein ist besser erhalten. Es erstreckt sich horizontal nach vorne, bevor es am Knie zum Boden gebeugt wird. Verschiedene Forscher versuchten die vollständige Reiterfigur zu rekonstruieren, doch es gibt keine definitive Rekonstruktion. Reade mutmaßt, dass sich an der Stelle des Reiters im Originalzustand eine Inschrift befand. Des Weiteren sagt er, dass der Reiter ein Denkmal für den Sieg der Makedonen 331 v. Chr. in der Schlacht von Gaugamela sei und wohlmöglich Alexander selbst darstellen sollte. Später wurde der Reiter während der parthischen Herrschaft verändert und parthische Stil(mittel) hinzugefügt.

#### Der Monolith

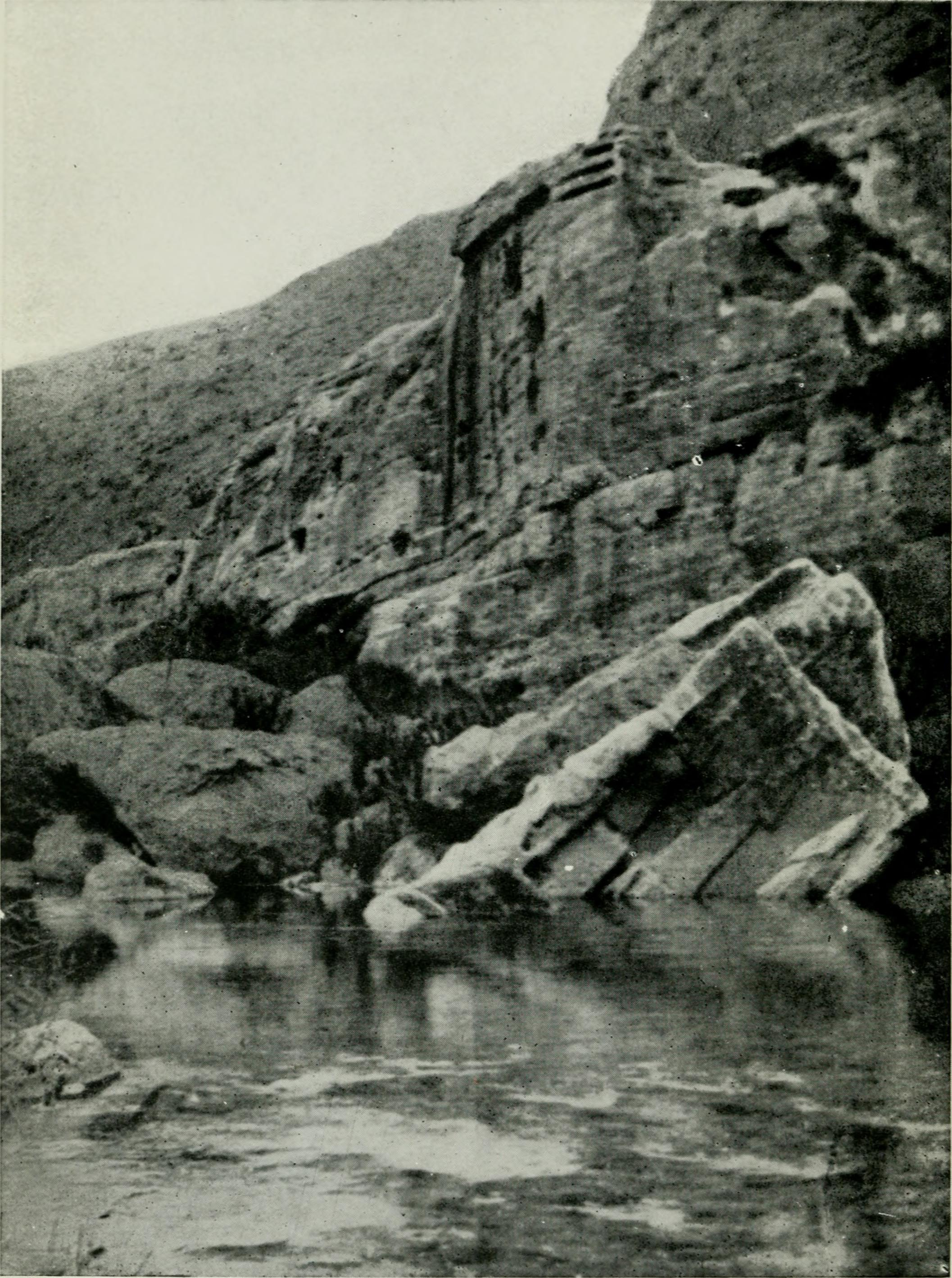
Der umgestürzte Monolith (Fotografie der Gebrüder Wigram aus dem Jahr 1922)

Der Monolith oder auch das Tordenkmal wurde in einen natürlichen Felsvorsprung am „Tor“ des Kanals (Bāb Nahr) gehauen, der sich rechts neben dem großen Relief befindet. Das Denkmal ist aber mittlerweile eingestürzt und in den Fluss gefallen, aber ein Großteil davon ragt noch aus dem Wasser. Auf zwei rechteckigen Flächen wurden Reliefs gemeißelt: eine größeres auf der Vorderseite und eine kleineres auf der rechten Seite. Laut Bachmanns Rekonstruktion zeigte die Vorderseite mehrere Personengruppen, die sich so auch auf dem großen Reliefs finden. Eine Gruppe bestand aus den zwei Gottheiten, Aššur und Mullissu, die auf ihren zugehörigen Tieren stehen. Sie werden von zwei Darstellungen des Königs flankiert. Des Weiteren ist auf der Vorderseite Sanherib mit Aššur zu sehen. Eine weitere Figur zeigt einen frontal dargestellten langhaarigen Helden, der in der rechten Hand ein Sichelschwert und in der linken einen kleinen Löwen hält. Auf jeder seiner Seiten steht ein großer Lamassu im Profil, dessen Kopf über die Ecken des Denkmals gedreht ist. Der Held ähnelt den Reliefs des Gilgamesch aus dem neuassyrischen Palast in Dur Šarrukin.
Das Relief auf der Seite des Denkmals ist heute teilweise im Fluss versunken. Die Komposition hier wiederholt wieder die Personengruppe des großen Reliefs, allerdings fehlt Mullissu. Die drei Figuren sind frontal dargestellt und stehen auf Sockeln gleicher Art und Höhe. Obwohl die zentrale Figur des Gottes etwas größer ist, halten sowohl der Gott als auch der König einen Streitkolben in ihrer rechten Hand, was zu einer allgemeinen Ähnlichkeit im Erscheinungsbild der Gottheit und Sanheribs führt. Der Sockel, auf dem der König auf der linken Seite steht, ist noch zu sehen; Von den anderen beiden Sockeln ist nichts übriggeblieben. Die Szene wird von Frontalbildern von Lamassu flankiert, die sich mit ihren Profilen auf der Vorderseite des Denkmals fortsetzen.

#### Die zwölf Stelen
Über den oberen Teil der Klippe verteilt, auf beiden Seiten des großen Reliefs, befinden sich zwölf stelenförmige Nischen, jede über 2 m hoch. Einige davon sind leicht zugänglich, während andere so hoch oben an der Klippe liegen, dass sie von unten fast unsichtbar sind. Jede der Nischen zeigt die in Relief geschnitzte Figur Sanheribs bei einem Gottesdienst zusammen mit heiligen Symbolen über seinem Kopf. Diese Symbole sind in vier verschiedene Gruppen unterteilt:
1. Die erste besteht aus drei Tiaras, die die Götter Aššur, Anu und Enlil darstellen, und einem Altar, auf dem ein Stab steht, der im Kopf eines Widders endet, der den Gott Ea darstellt.
2. Die zweite Gruppe umfasst einen Halbmond, Symbol der Sünde, und eine geflügelte Scheibe, das Symbol von Šamaš.
3. Gruppe drei enthält einen Sockel, auf dem ein Dreizack und drei Stäbe stehen, die jeweils Adad, Marduk, Nabu und Nergal darstellen.
4. Die vierte und letzte Gruppe enthält eine Blume und sieben Sterne, die die Göttinnen Ištar und Sebitti symbolisieren.

#### Der Löwenbrunnen
Der Brunnen besteht aus einem quadratischen Becken. Der Auslass war mit zwei Löwen dekoriert gewesen, die noch auf Fotos von 1935 teilweise erkennbar waren, aber heute kaum zu sehen sind.

## Bavian-Inschrift
Die Nischen 4,7 und 11 enthalten die sogenannte Bavian-Inschrift in akkadischer Sprache, in der König Sanherib sein Werk preist. Nach der Einleitung mit der Aufzählung der zwölf Götter, die Sanherib als Herrscher der Schwarzköpfe und der vier Weltgegenden eingesetzt haben, erwähnt Sanherib, dass er die Stadt Ninive stark ausgebaut und Wasser zu den einst trockenen Gebieten bei Ninive gebracht hatte. Nach seiner Feststellung, dass die Bewohner keine künstliche Bewässerung kannten und nur auf Regen hofften, machte er sich auf und ließ 18 Kanäle graben, um Wasser in den Chosr einzuspeisen. Der König grub den Kanal bei Chinnis, dem er den Namen 'Nār-Sennacherib' gab, mit nur 70 Mann innerhalb von 13 Monaten und leitete so das Wasser Richtung Ninive. Durch all diese Kanäle war es den Assyrern möglich, allerlei Früchte, Obst, Bäume und Getreide wie Weinreben, Oliven und Sesam anzubauen. In seiner Inschrift beschreibt er dann auch, mit welchen Zeremonien und Opfern der Kanal eröffnet worden ist. Den Göttern Enki/Ea, Herr der unterirdischen Gewässer, Enbilulu, Herr der Kanäle, Enʾeʾimdu, Herr der Deiche und Kanäle, wurden verschiedene wertvolle Steine wie Karneol und Lapislazuli, Öl, Gold und Silber, Ochsen und Schafe und Schildkröten geopfert. Die Zeremonie wurde von einem Exorzisten und einen Klagesänger geleitet. Die Arbeiter wurden mit Leinengewändern mit buntem Besatz, goldenen Ringen und goldenen Brustplatten belohnt. Anschließend erwähnt Sanherib, dass es im Jahr nach der Eröffnung des Kanals zu einem Krieg gegen Humban-numena von Elam, Mušezib-Marduk von Babylon und deren Verbündete kam. Sanherib besiegte erst Elam, dessen Bevölkerung in die Berge floh und nie wieder zurückkehrte, und danach Babylon, dessen Einwohner er nach einer Belagerung im Jahr 689 v. Chr. ohne Rücksicht massakrierte und Mušezib-Marduk später als Gefangenen in Ninive hinrichtete. Babylon wurde erst gründlich geplündert und danach komplett zerstört; der Euphrat wurde über die Ruinen geleitet, so dass an dieser Stelle nie wieder etwas gedeihen sollte. Gegen Ende der Inschrift erwähnte Sanherib, dass er am Anfang des Kanals sechs Stelen mit den Göttern und ihm selbst in demütiger Haltung und mit seinen Taten für die Ewigkeit anfertigen ließ. Abschließend beschwört Sanherib einen vernichtenden Fluch der Götter gegen jeden zukünftigen Herrscher, der es wagen sollte, irgendetwas an diesem Bauwerk zu ändern.

“Deities [...] the great gods, who install the lord (and) name the ruler to lead the black-headed (people) all over the inhabited world. [...] At that time, I greatly enlarged the site of Nineveh. [...] Its fields, which had been turned into wastelands due to lack of water, were woven over with spider webs. Moreover, its people did not know artificial irrigation, but had their eyes turned for rain (and) showers from the sky. I climbed high and I had eighteen canals dug [...] directed their courses into the Ḫusur River. [...] I d[u]g [that] canal with (only) seventy men and I named it Nār-Sennacherib. I added (its water) to the water from the wells and the canals that I had previously d[ug], and (then) I directed their courses to Nineveh[...]. Now [...] [I could pl]ant [...] gardens, vines, every type of fruit, [...] spi[ces] and [olive trees]. [...] grain and sesame. [...] [I swear] by the god Aššur, [...] that I dug out this canal with (only) these [men]. Moreover, I completed the work on it within one year (and) three months [...]. In order to open that canal, I sent an exorcist (and) a lamentation singer and ... [...] Carnelian, lapis lazuli, muššāru-stone, ḫulālu-stone, pappardilû-stones, precious stones, turtles (and) tortoises whose likeness(es) are ca[st] in silver (and) gold, aromatics, (and) fine oil, I gave as gifts to the god Ea, the lord of underground waters, cisterns, and ..., (and to) the god Enbilulu, the inspector of canals, (and) to the god Enʾeʾimdu, the lord of [dike(s) and canal(s)]. [...] I clothed those men who dug out this canal with linen garments (and) garments with multi-colored trim, (and) I placed gold rings (and) gold pectorals on them. In this year with the flowing [...] I drew up a battleline with Umman-menanu (Ḫumban-menanu), the king of the land Elam, and the king of Babylon,[...] their allies, in the plain of the city Ḫalulê. [...] I charged into their midst like a fierce arrow, [...] and scattered their forces. Fear (and) terror fell upon all of the Elamites and they abandoned their land[...]. On my second campaign, I marched quickly to Babylon[...]. I besieged the city; [...] captured [...] plundered. Its people, young and old, I did not spare, and I filled the city squares with their corpses. I carried off alive to my land Mušēzib-Marduk, [...] with his family. I destroyed, devastated, (and) burned with fire the city, and (its) buildings, [...]. I removed [...] the ziggurrat, (and) I threw (it) into the Araḫtu river. I dug canals into the center of that city and (thus) leveled their site with water. [...] So that in the future, the site of that city and (its) temples will be unrecognizable, I dissolved it (Babylon) in water and annihilated (it) [...]. At the “mouth” of the canal [...] [I ma]de six stele[s] [...] of the great gods[...]. Moreover, I had a royal image of myself expressing humility placed before them. I had all of my handiwork that I had undertaken in Nineveh inscribed upon them and I left (them) for ever after for the kings, my descendants. At any time [...] my descendants, who desecrates [...] dismantles [...] div[e]rts [...] these canals [...]: May the great gods, [...] curse him with a harsh [curse] and overthrow his dynasty.”

## Forschungsgeschichte
Die Stätte wurde erstmals 1853 von Austen Henry Layard beschrieben. Er gab an, dass Chinnis schon 1846 von Simon Rouet, dem französischen Konsul in Mosul, entdeckt worden war. Layard zeichnete die Reliefs, kopierte die Inschriften, inspizierte die späteren Gräber und führte einige „Ausgrabungen“ durch. 1898 besuchte der deutsche Orientalist Eduard Sachau, danach 1904 Leonard W. King Chinnis, der seine Befunde mit dem Deutschen Eduard Meyer teilte. Andere Forscher, die die Stätte gesehen hatten, waren Gertrude Bell (1909), die Brüder William und Edgar Wigram (1914), Walter Ernst Bachmann (1914), Thorkild Jacobsen zusammen mit Seton Lloyd (1934) und David Oates 1953.
Im Rahmen des The Land of Nineveh Archaeological Project (LoNAP) der Universität Udine unter der Leitung von Morandi Bonacossi wurde die Stätte von 2012 bis 2025 mit einem Laserscanner vermessen, digitalisiert, bereinigt und restauriert. Außerdem wird nach der Restaurierung der assyrischen Felsreliefs derzeit ein Besucherrundgang mit Beleuchtung eingerichtet, im Rahmen des Projekts zur Schaffung des Archäologischen Parks von Sanherib, das auch die Restaurierung und Musealisierung der Felsreliefs von Maltai und Faida und des Aquädukts von Jerwan umfasst.

## Zustand der Stätte

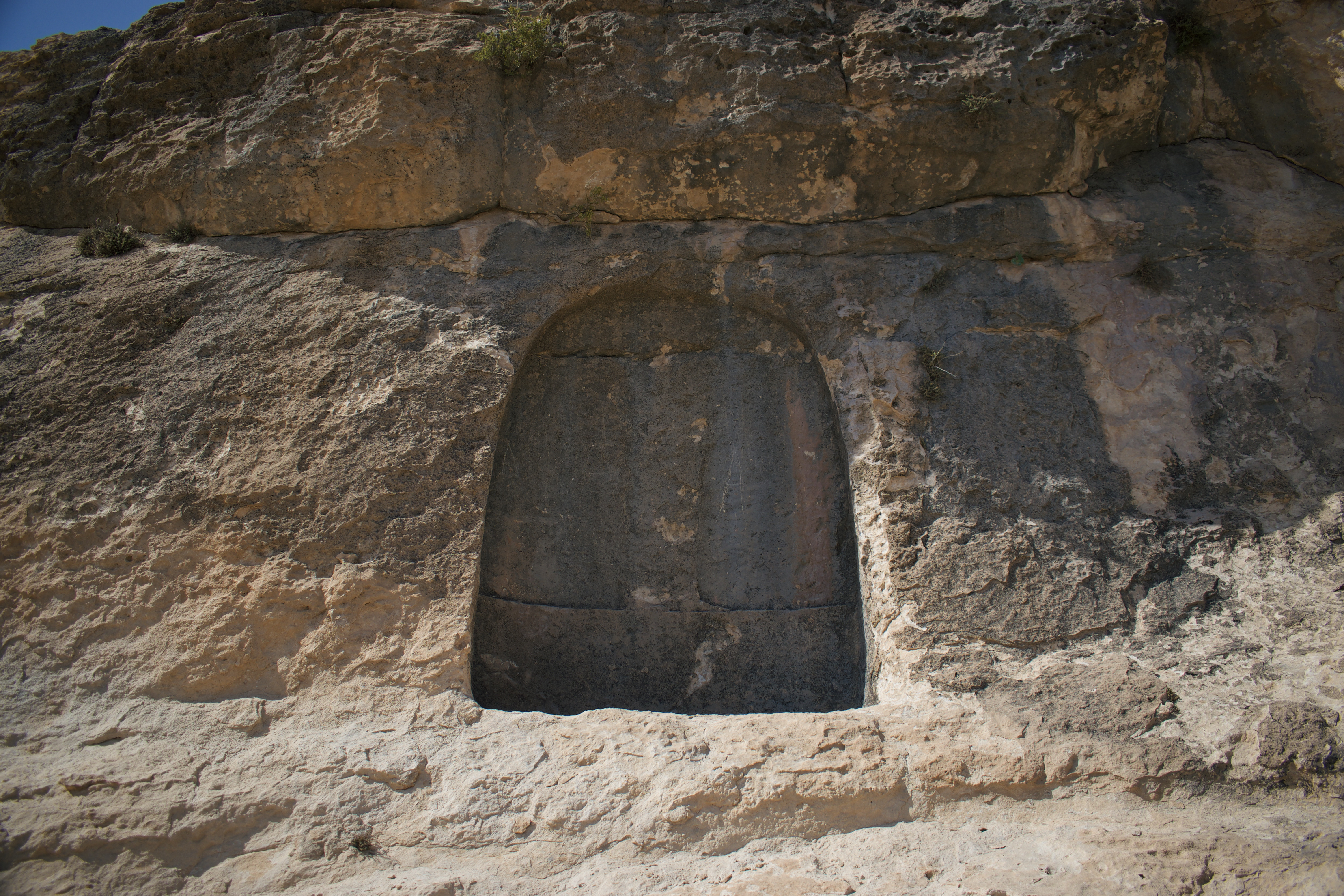
Eines der zwölf Stelen, dessen Inschrift/Relief nicht mehr erkennbar ist, zeigt Spuren von Vandalismus.

Alle Teile der archäologischen Stätte sind im unterschiedlichen Maße verfallen oder zerstört. Die Gründe hierfür sind teils natürliche und teils menschliche Aktivitäten. Je nach Gesteinsart der Reliefs und Bauten wurden durch Erosion und Witterung weichere Steine abgetragen, so dass manche Skulpturen nicht mehr erkennbar sind (so zum Beispiel Stele Nr. 12). Auch sind durch Verwitterung und Felssturz einige Teile abgefallen. Die Besiedlung durch Bakterien oder Flechten bildet an einigen Orten Millimeter dicke Schichten, die dem Gestein darunter unter anderem durch Carbonat-Konkretionen zusetzen. Auch Pflanzen beschädigen durch ihr Wurzelwachstum das Gestein.
Einige Oberflächen wurden auf der Suche nach vergrabenen Schätzen zerstört. Auch wurden in das große Relief vier Grabkammern gegraben, was zu massiven Zerstörungen führte. Das Reiterrelief wurde auch durch das Graben von zwei Felsengräbern beschädigt. Durch die Lage am Wasser und zu Füßen von Bergen ist die Gegend von Chinnis ein beliebtes Ausflugsziel für die Bevölkerung, die dann dementsprechend hier durch das Klettern an den Wänden, Lagerfeuer, das Zurücklassen von Müll oder Graffiti Schäden anrichten. Insbesondere zerbrochenes Glas kann die Steinoberflächen zerkratzen. Darüber hinaus weisen einige Stellen auch Einschusslöcher (z. B. Stele Nr. 4 und 9) oder Schäden durch das Werfen von Steinen auf.
500 m flussaufwärts der Stätte wurde in den 2000ern eine Staumdamm (Daryan-Damm oder Khinnis-Damm) errichtet. Dadurch ändert sich der Grundwasserspiegels, was zu potentiellen Schäden führen kann. Ein weiteres Problem ist die Errichtung von illegalen Gebäuden, wie ein geplantes Restaurant, was aber nicht zu Ende gebaut worden ist.
Die Direktion für Altertümer von Dohuk ist für die Stätte verantwortlich. Die Anlage ist heutzutage eingezäunt und wird per Kameras und Wachpersonal bewacht, was eine Verbesserung gebracht hat. Zusätzlich soll die Anlage ab September 2025 beleuchtet werden, was Besuche am Abend ermöglichen und Vandalismus verhindern soll.
2014 wurde Chinnis auf die Liste der World Monuments Watch gesetzt.